# Maurits Willem van Saksen-Merseburg
Maurits Willem van Saksen-Merseburg (Merseburg, 5 februari 1688 - aldaar, 21 april 1731) was van 1694 tot aan zijn dood hertog van Saksen-Merseburg. Hij behoorde tot de Albertijnse linie van het huis Wettin.

## Levensloop
Maurits Willem was de vijfde zoon van hertog Christiaan II van Saksen-Merseburg en Erdmuthe Dorothea, dochter van hertog Maurits van Saksen-Zeitz.
Na de dood van zijn oudere broer Christiaan III Maurits, die amper 25 dagen regeerde, erfde hij in 1694 op zesjarige leeftijd het hertogdom Saksen-Merseburg. Tot in 1712 stond hij onder het regentschap van keurvorst Frederik August I van Saksen, maar het grootste deel van de regeringszaken werden uitgeoefend door zijn moeder Erdmuthe Dorothea en zijn oom August van Saksen-Zörbig. Maurits Willem werd opgevoed aan het keurvorstelijk hof in Dresden, van waaruit hij ook een grand tour ondernam. 
Als hertog van Saksen-Merseburg was hij een promotor van kunst en cultuur. Maurits Willem ondersteunde voornamelijk de muziekkunst, aangezien hij een uitstekende viola da gamba-speler was. Ook had hij een grote contrabasverzameling, wat hem de bijnaam Violenhertog opleverde. Bovendien had hij interesse in de wetenschap; zo liet hij het wiel van uitvinder Johann Bessler onderzoeken door een commissie met de meest gerenommeerde wetenschappers van zijn tijd. Tevens liet hij in het Slot van Merseburg een spiegel- en porseleinenkabinet bouwen en een tuinsalon en een paviljoen voor tuinfeesten aanleggen.
In april 1731 overleed Maurits Willem op 43-jarige leeftijd, waarna hij bijgezet werd in de Dom van Merseburg. Omdat hij geen nakomelingen had en zijn jongere broer Frederk Erdmann reeds in 1714 was overleden, werd hij opgevolgd door zijn oom Hendrik.

## Huwelijk en nakomelingen
Op 4 november 1711 huwde hij in Idstein met Henriette Charlotte (1693-1734), dochter van vorst George August Samuel van Nassau-Idstein. Het huwelijk bleef kinderloos. Wel had zijn echtgenote een buitenechtelijke dochter bij hofmaarschalk Friedrich Carl von Pöllnitz, die formeel erkend werd als het kind van Maurits Willem:
- Frederika Ulrika (1720-1732)